# Eugnosta proanoa
Eugnosta proanoa es una especie de polilla de la tribu Cochylini, familia Tortricidae.
Fue descrita científicamente por Razowski & Pelz en 2001.

## Distribución
Se encuentra en Ecuador (Provincia de Morona Santiago).